# 리스베트 올손

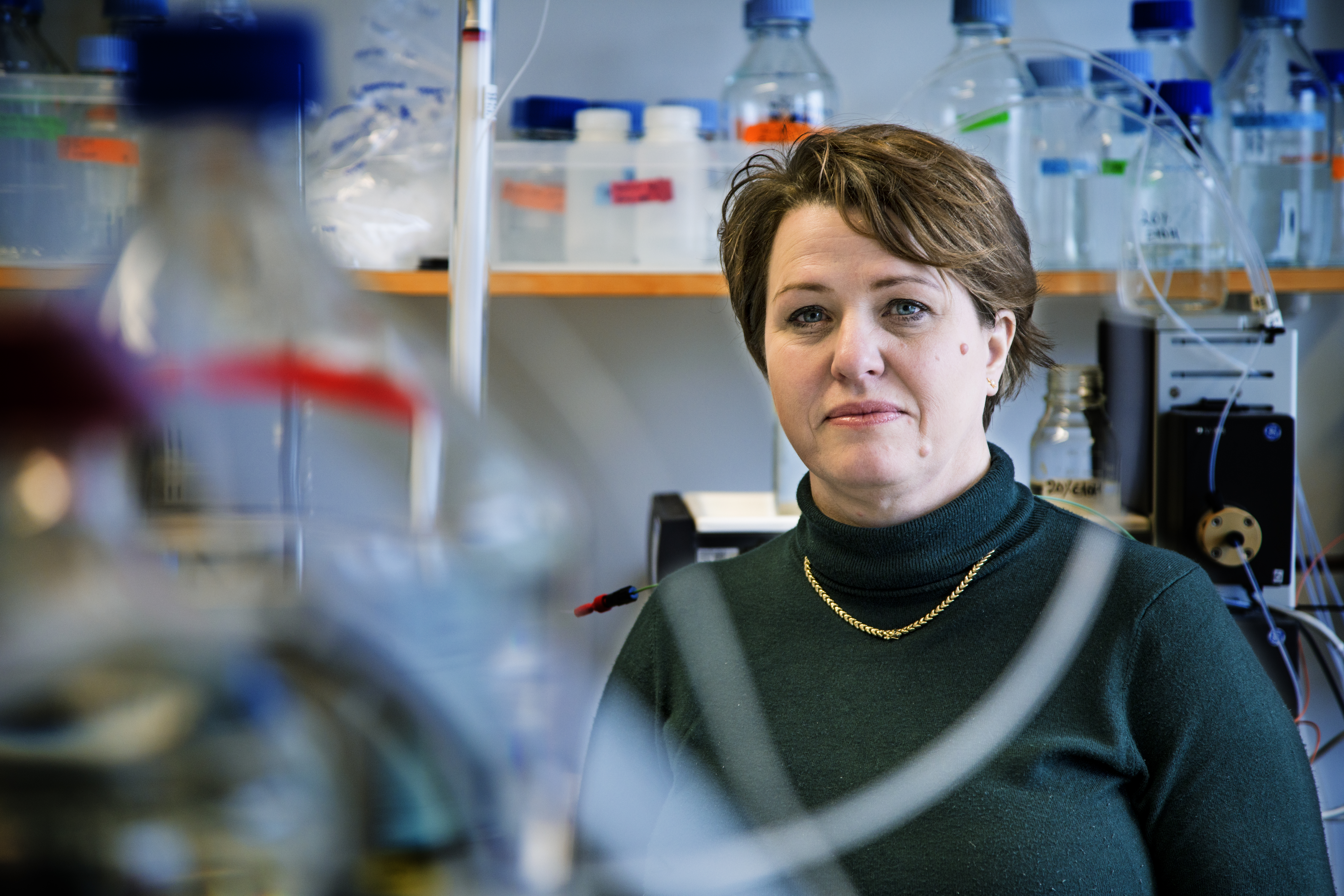
리스베트 올손

리스베트 올손(스웨덴어: Lisbeth Olsson, 1963년 11월 22일 ~ )은 스웨덴의 미생물학자이다. 예테보리에 위치한 샬메르스 공과대학교의 산업생명공학과 교수이다.
리스베트 올손은 1963년 11월 22일에 올손은 스웨덴 스코네주의 회외르에서 태어났다. 1987년 올손은 스웨덴의 룬드 대학에서 화공학 석사학위를 받았다. 1994년, 올손은 같은 대학에서 응용미생물학 박사학위를 받았다.